# Comuna Balkî, Bar
Balkî (în ucraineană Балки) este o comună în raionul Bar, regiunea Vinnița, Ucraina, formată din satele Balkî (reședința), Iosîpivți, Adamivka, Okladne și Cemerîsî-Barski.

## Demografie
Componența lingvistică a satului Balkî
     Ucraineană (89,1%)
     Rusă (10,79%)
Conform recensământului din 2001, majoritatea populației satului Balkî era vorbitoare de ucraineană (89,1%), existând în minoritate și vorbitori de rusă (10,79%).